# The White Dawn
The White Dawn is een Amerikaanse speelfilm uit 1974, geregisseerd door Philip Kaufman. De film is gebaseerd op de roman The White Dawn: An Eskimo Saga (1971) van James Houston.

## Rolverdeling
| Acteur               | Personage |
| -------------------- | --------- |
| Warren Oates         | Billy     |
| Timothy Bottoms      | Daggett   |
| Louis Gossett jr.    | Portagee  |
| Joanasie Salomonie   | Kangiak   |
| Ann Meekitjuk Hanson | Neevee    |
| Simonie Kopapik      | Sarkak    |
| Namonai Ashoona      | Nowya     |
| Tchomalai            | Ratchepa  |
| Higa Ipeelie         | Evaloo    |
| Oolipika Joamie      | Mia       |
| Meetook Mallee       | Ikuma     |
| Neelak               | Panee     |
| Seemee Nookiguak     | Avinga    |